# Église Saint-Sulpice de La Celle-sur-Morin
L'église Saint-Sulpice de La Celle-sur-Morin (aussi Saint-Sulpice de la Celle-en-Bas) est l'église paroissiale de la commune de La Celle-sur-Morin, située dans le département de Seine-et-Marne en région Île-de-France, en France. L'église dédiée à saint Sulpice, l'évêque de Bourges au VIe siècle, a été bâtie au XIIe siècle dans le style roman et restaurée au XVIe siècle.

## Histoire
Le nom de la Celle fait référence au monastère qui a été fondé vers le VIIe siècle sur l'île du Grand Morin à La Celle en Bas à l'emplacement du tombeau de l'ermit saint Blandin de Meaux. Comme tous les monastères, il a été fermé pendant la Revolution  de 1789, rien ne s'est conservé des bâtiments monastiques.

## Architecture

### Extérieur

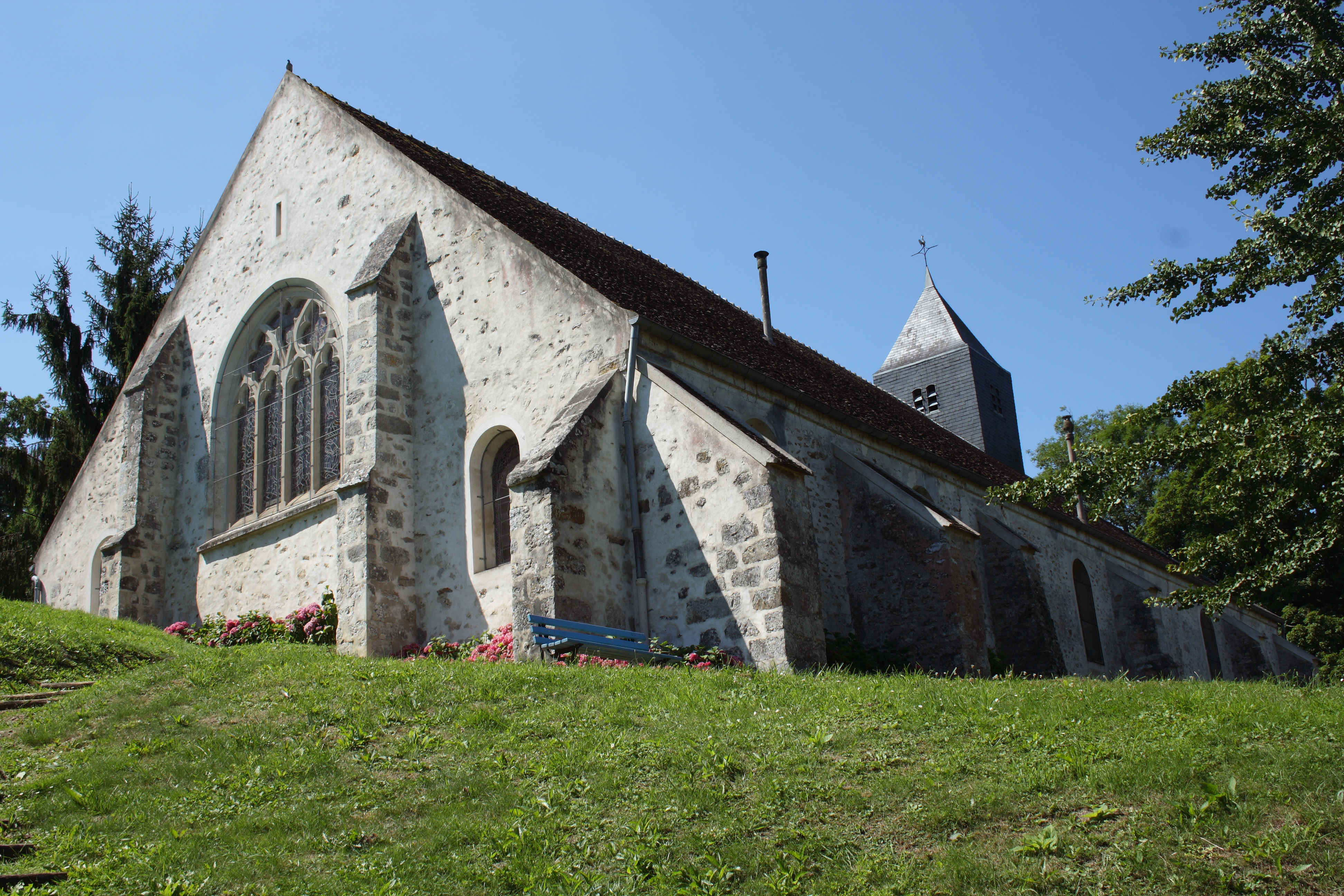
Vue du nord-est

Au centre de la façade occidentale s'ouvre un portail en arc surbaissé, en dessus est percée une baie ogivale et au niveau des bas-côtés s'ouvrent des fenêtres en plein cintre sur l’intérieur. Les murs latéraux sont percés de six baies également en plein cintre. Au faîte de la toiture est placé un clocheton carré, son toit en pyramide est couvert d'ardoises. À part le mur du bas-côté nord, tous les murs extérieurs sont renforcés par des contreforts à ressauts qui datent du XIIe siècle. Le chevet plat est ouvert de deux petites baies latérales et d'une grande baie en plein cintre au milieu. Cette baie à quatre lancettes et un remplage de deux quadrilobes et quatre arcs trilobés a été aménagée lors d'une restauration de l'église au XVIe siècle.

### Intérieur
L'intérieur de l'église est composé d'une nef de quatre travées, flanquée de deux collatéraux, et d'un chœur de deux travées se terminant par un chevet plat. Les deux travées du chœur ont toujours gardé leurs voûtes sur croisées d'ogives d'origine. En 1946, on a installé dans la grande baie Renaissance du chevet un vitrail représentant des scènes de la vie du Christ .

## Vitraux

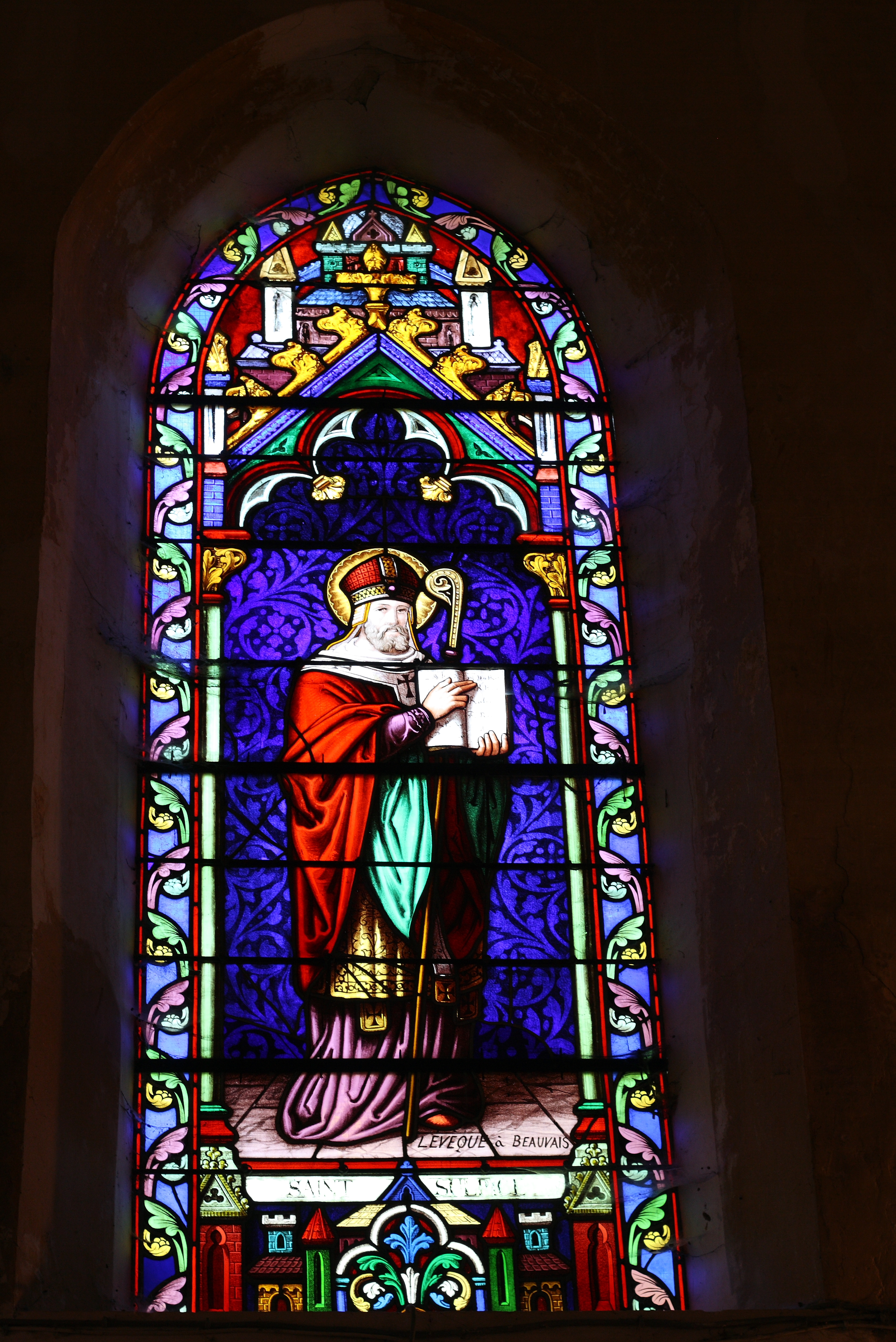
Saint Sulpice

L'église possède des vitraux du XIXe et du XXe siècle. Les verrières sur lesquelles sont représentés saint Blaise, l'un des saints auxiliateurs, Blandin de Meaux, un ermite du VIIe siècle et saint Sulpice, le patron de l'église, sont signées « LÉVÊQUE à Beauvais », sur la verrière de saint Blaise on peut aussi lire l'année 1868. D'autres vitraux représentent sainte Fare, fondatrice et abbesse de l'abbaye de Faremoutiers, saint Roch de Montpellier, la Vierge à l'enfant et saint Joseph. Sur la grande verrière du chœur, à quatre lancettes, sont représentées l'Annonciation, l'Adoration des mages, la Présentation de Jésus au Temple et la Cène. Le vitrail porte la date 1946.

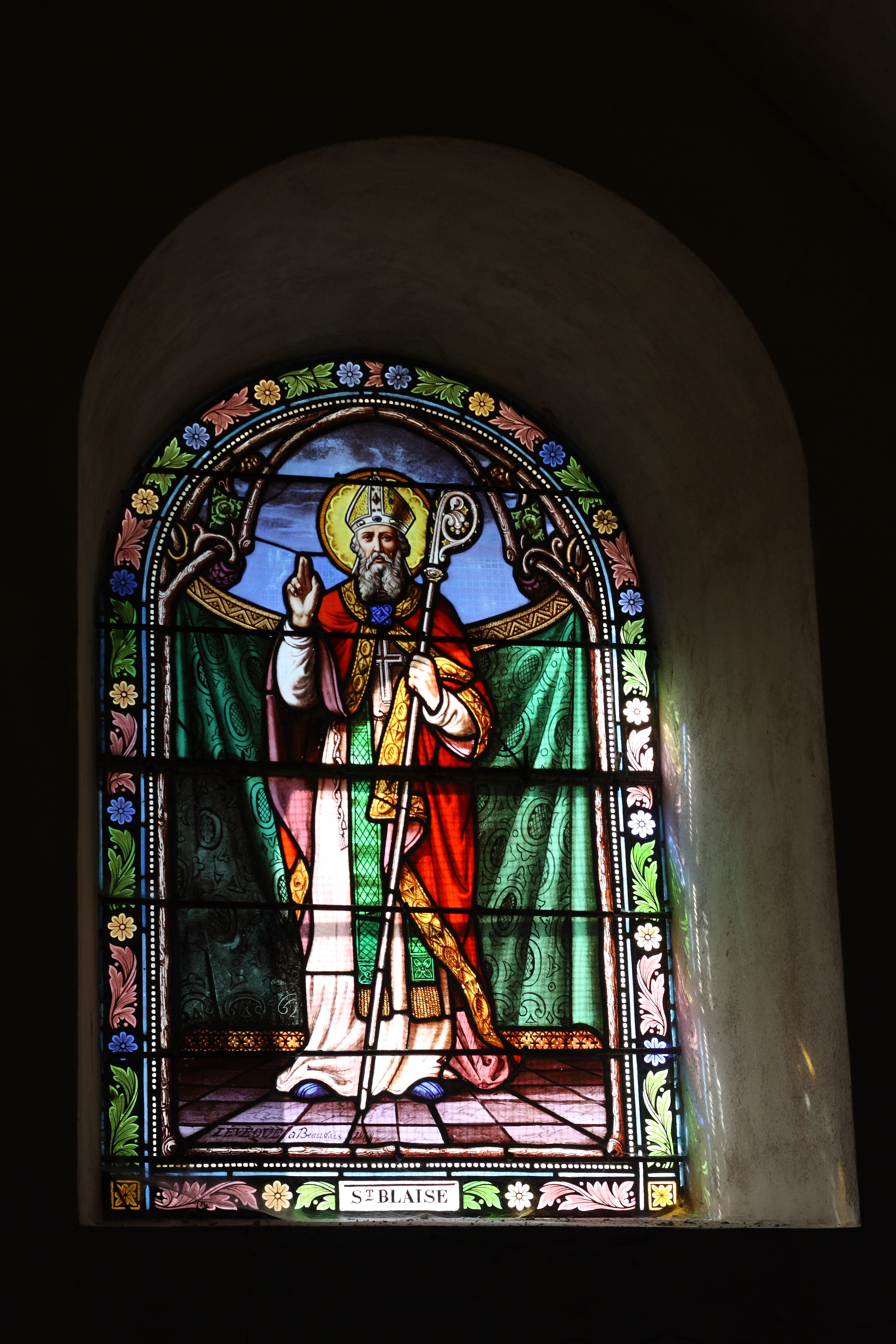
Saint Blaise
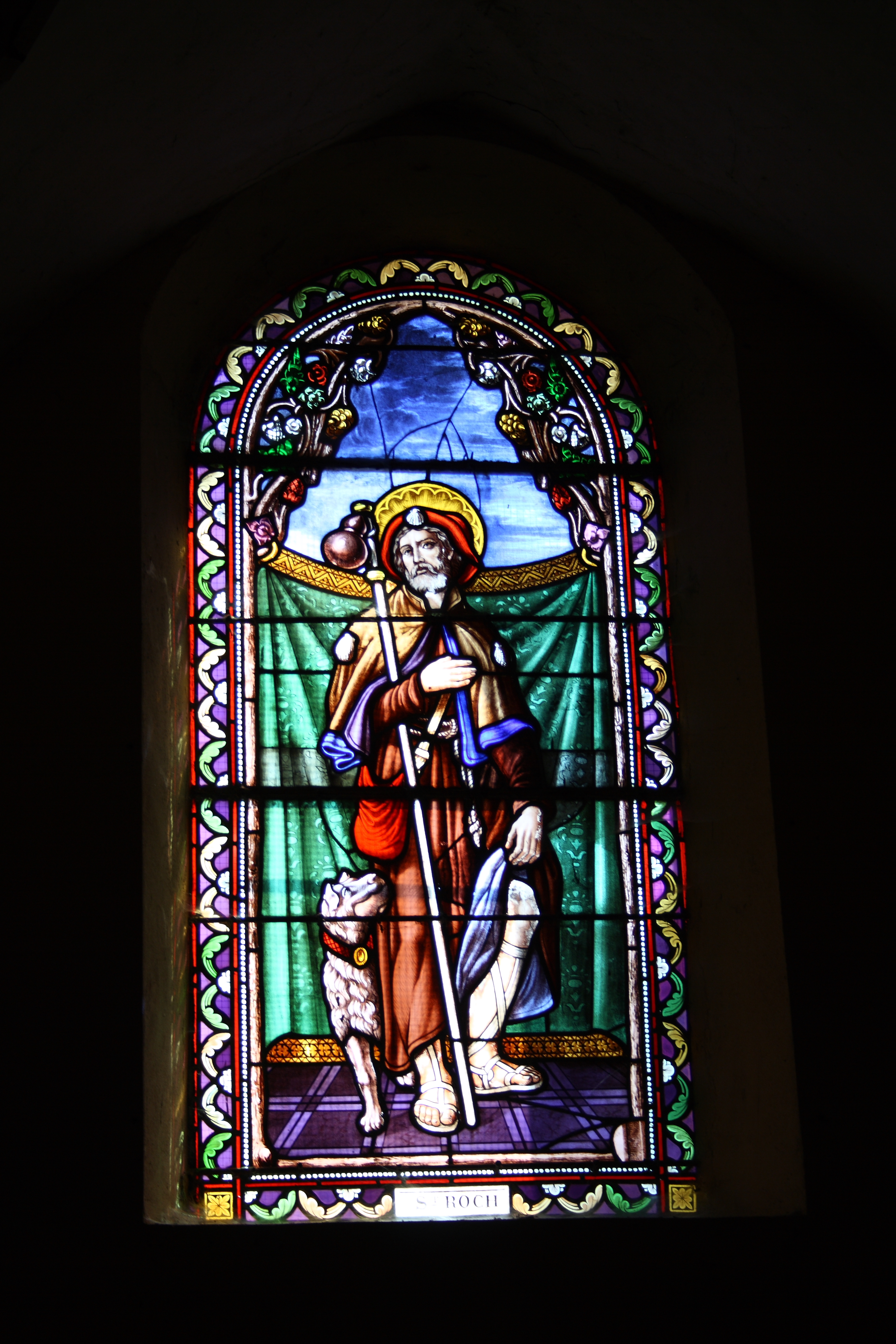
Saint Roch
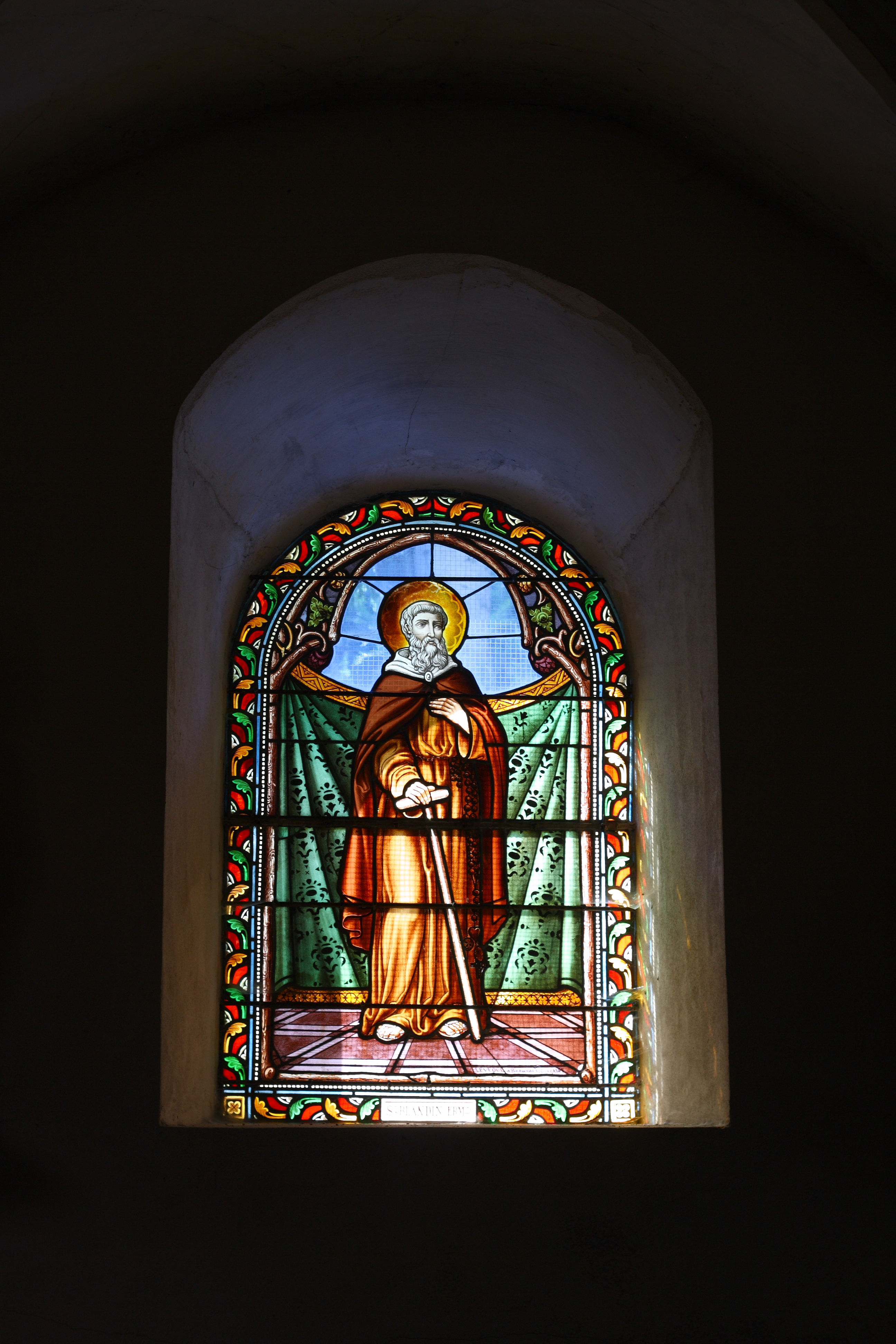
Saint Blandin
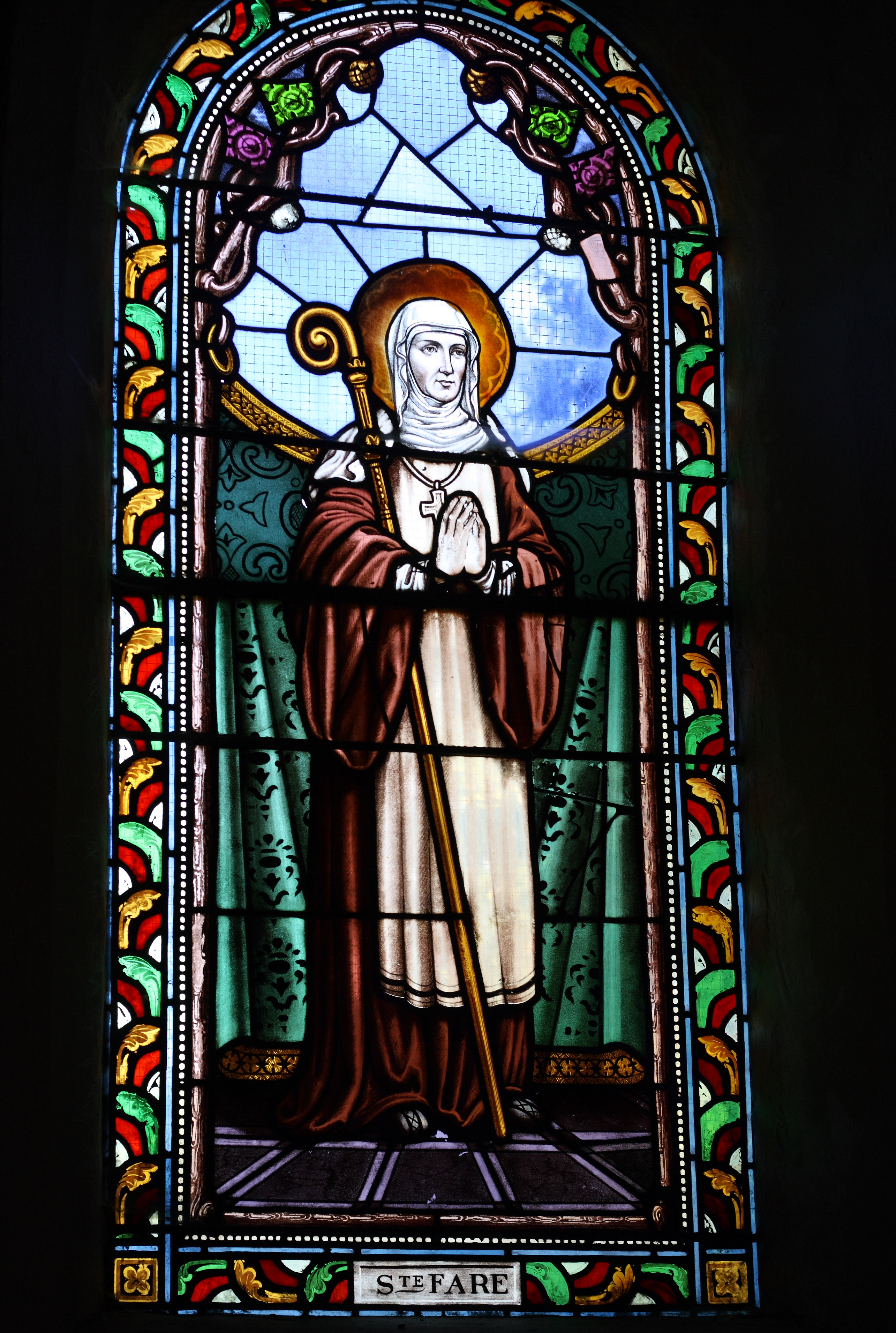
Sainte Fare
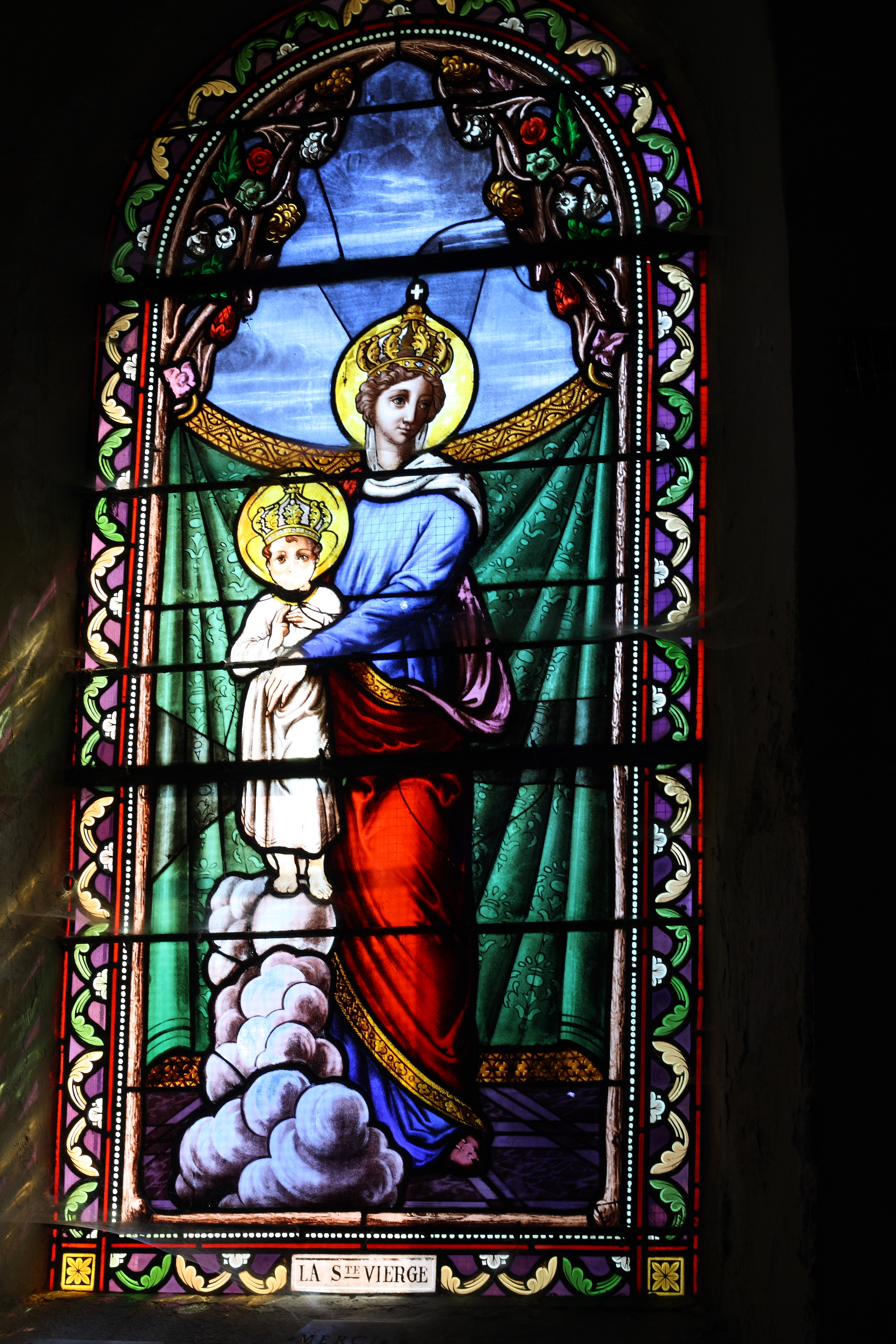
Vierge à l'enfant
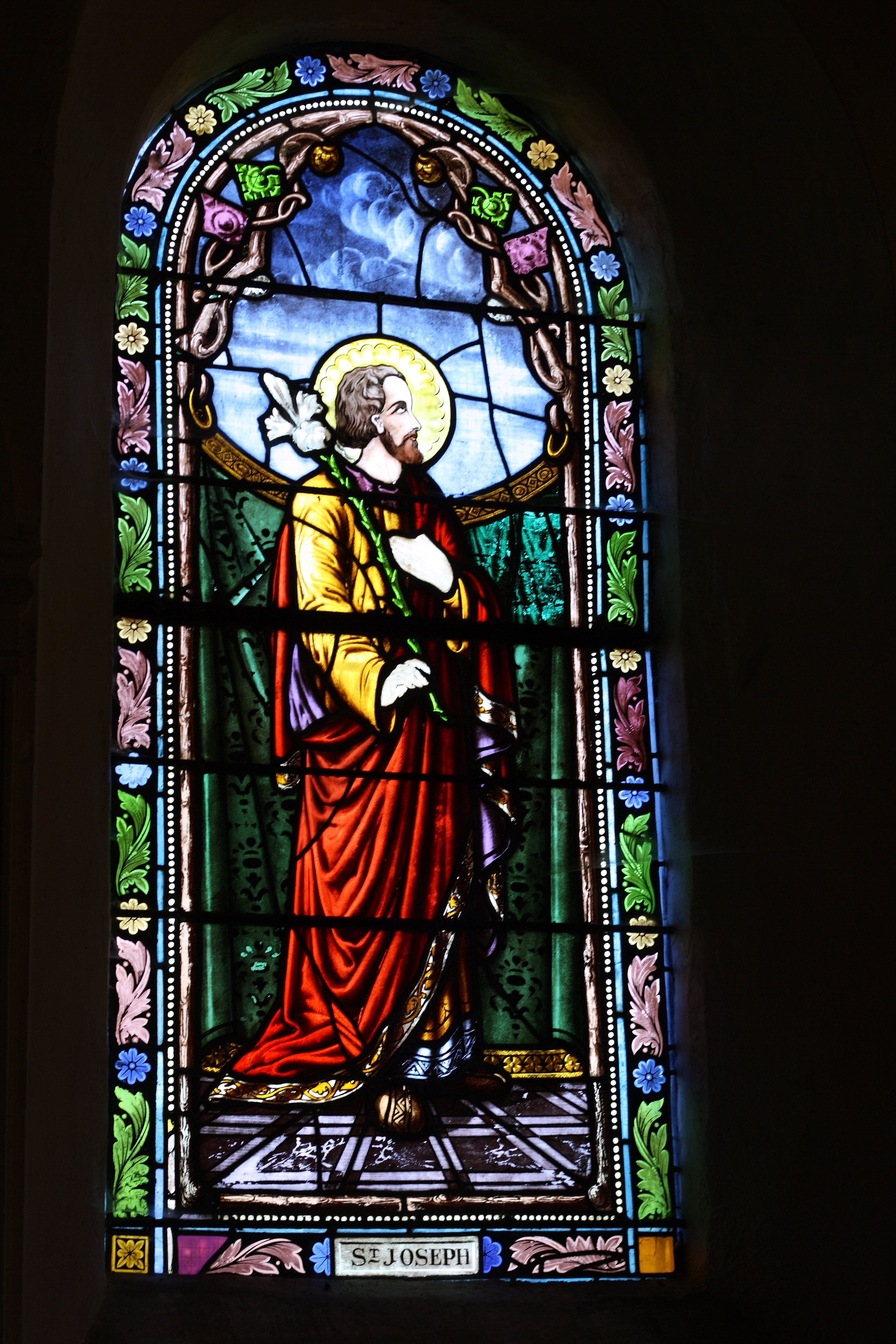
Saint Joseph

## Mobilier
- La cuve en pierre datant du XIe siècle est un ancien lavabo. À l'origine, il se trouvait dans le cloître du prieuré des  bénédictins de La Celle en Bas qui fut dissous sous la Révolution.
- Deux statues en bois taillé représentant des saints évêques sont datées du XVIe siècle[2],[3].
- La statue en pierre polychrome d'une Vierge à l'enfant date du XVe siècle. Elle est vêtue d'une robe rouge et d'une cape bleue. Sur son bras gauche, elle porte l'enfant Jésus qui tient une colombe, symbole de la paix, dans ses mains[4].
- Dans le chœur se sont conservées deux fresques du XVe siècle. Sur l'une sont représentées les Noces de Cana, sur l'autre la Transfiguration du Christ.
- Dans l'église se sont conservés les fonts baptismaux en pierre.

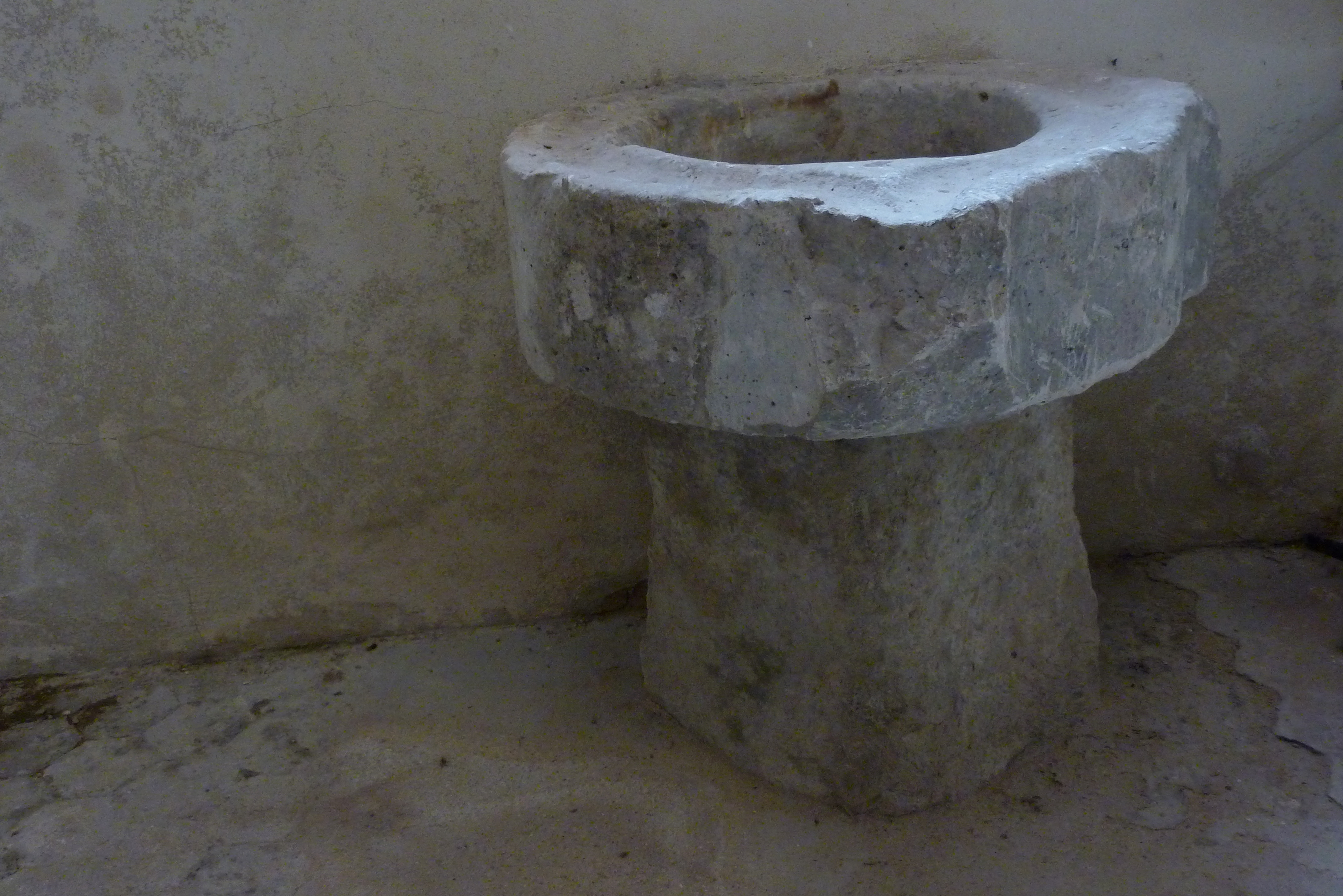
Lavabo
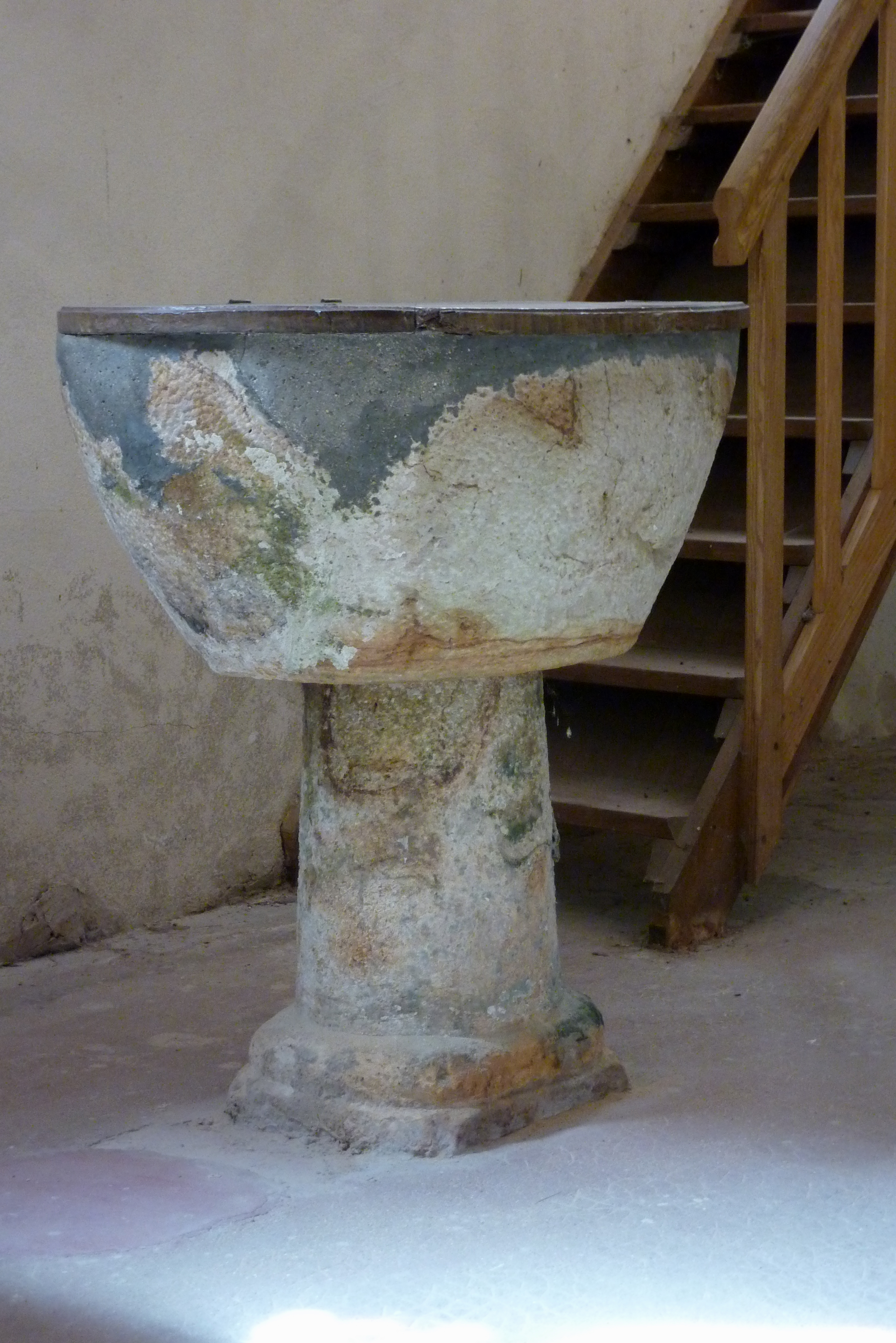
Fonts baptismaux